# Tenuipalpus trichiliae
Tenuipalpus trichiliae är en spindeldjursart som beskrevs av De Leon 1965. Tenuipalpus trichiliae ingår i släktet Tenuipalpus och familjen Tenuipalpidae. Inga underarter finns listade i Catalogue of Life.